# Pareumelea rostrata
Pareumelea rostrata är en fjärilsart som beskrevs av Swinhoe 1900. Pareumelea rostrata ingår i släktet Pareumelea och familjen mätare. Inga underarter finns listade i Catalogue of Life.